# Сегал Іда Нухимівна
Фірер Іда Нухимівна, уроджена Сегал (рос. Ида Нухимовна Сегал; 9 січня 1923  –  27 лютого 2017) — помічник політичного комісара Червоної армії, десантник і медик під час Другої світової війни. У 1943 році за хоробрість під час форсування Дніпра була представлена до звання Героя Радянського Союзу, але отримала лише орден Червоного Прапора.

## Раннє життя
Сігал народився 9 січня 1923 року в єврейській родині у Фастові. Їхня сім'я переїхала до Києва в 1930 році, де вона вступила до комсомолу в 1938 році і закінчила середню школу в 1940 році, а потім вступила в Київський університет за спеціальністю географія в 1941 році, але довчитися їй не вдалося.

## Друга Світова війна
Одразу після нападу Німеччини на Радянський Союз вона пішла добровольцем до Червоної армії Спочатку після того, як вона разом з однокласниками подала заяву на вступ, їм відмовили і сказали допомагати копати окопи, але незабаром її прийняли до армії і направили до саперного батальйону, де вона стала помічником політичного комісара. Під час масового відступу наприкінці 1941 року їй доручили брати участь у допитах радянських солдатів, які вийшли з оточення. У листопаді 1941 року стала десантницею 204-ї повітряно-десантної бригади 1-го повітряно-десантного корпусу, зберігши за собою посаду заступника політвихователя. Незважаючи на відсутність практичних стрибків, їй довелося вистрибнути з літака ДБ-3, щоб приземлитися в тилу ворога разом з групою досвідчених десантників. Зумівши за короткий проміжок часу зрозуміти, як працювати з парашутом, вона зуміла благополучно приземлитися та доповісти командуванню. Окрім шести стрибків з парашутом, вона також брала участь у місії по атакуванні німецьких сил з тилу на лижах під Дем'янськом. Місія мала почалася з висадкою парашутного десанту, але погана погода призвела до того, що її підрозділ натомість діставався до рубежу атаки з використанням лиж. Під час бою, що розпочався, її було поранено, і її доправили до польового шпиталю. Після одужання вступила до 37-ї гвардійської стрілецької дивізії (яка раніше була 1-м повітряно-десантним корпусом) на посаду помічника комісара медичної роти, де їй було доручено евакуювати поранених під час Сталінградської битви під сильним вогнем противника. За хоробрість, проявлену при порятунку поранених під час того бою, у квітні 1943 року була нагороджена орденом Червоної Зірки. Пізніше того ж року, в ніч з 15 на 16 жовтня, під час форсування Дніпра вона очолила десантний катер свого батальйону, який першим із штурмових груп 149-ї стрілецької дивізії переправився на правий берег річки та створив плацдарм.
Батальйон зазнав важких втрат у подальшому бою, але її човен вцілів, що дозволило їй очолити групу, яка просувалася вглиб правого берега, щоб створити міцний плацдарм і утримувати його до прибуття підкріплення. За свої дії в цій битві вона була високо оцінена в різних радянських виданнях і номінована на звання Героя Радянського Союзу, але нагороду понизили до ордена Червоного Прапора. Незабаром після цього Сігал перевели до полку зв'язку, де вона залишилася до кінця війни, перебуваючи в день перемоги на території Польщі.

## Повоєнний період
Після закінчення війни в 1945 році вона пішла у відставку і вийшла заміж за офіцера Червоної Армії Олександра Фірера. Вони оселилися в місті Одеса, де вона працювала секретарем, бібліотекарем, фармацевтом, поки не стала пенсіонеркою в 1984 році. Овдовівши в 1986 році, після розпаду Радянського Союзу вона емігрувала до Сполучених Штатів, де прожила до кінця свого життя. У 2009 році вона стала однією з ветеранів, у яких взяв інтерв'ю кіноархів «Блаватник». Померла в Лос-Анджелесі 27 лютого 2017 року.

## Нагороди
- Орден Червоного Прапора (1943)
- Орден Вітчизняної війни 1 ступеня (1985)
- Орден Червоної Зірки (1943)
- Ювілейні медалі